# 구봉초등학교 (전북)
구봉초등학교는 대한민국 전라북도 진안군 주천면 구암길 19-6 (운봉리)에 있었던 초등학교이다.

## 연혁
- 1952년 4월 9일 주천국민학교 운봉분교장 개교
- 1965년 2월 9일 구봉국민학교로 승격
- 1996년 3월 1일 구봉초등학교로 개칭
- 1998년 2월 17일 제33회 졸업식(누계 908명)
- 1998년 3월 1일 주천초등학교로 통폐합